# Helictopleurus halffteri
Helictopleurus halffteri är en skalbaggsart som beskrevs av Vladimir Balthasar 1964. Helictopleurus halffteri ingår i släktet Helictopleurus och familjen bladhorningar. Inga underarter finns listade i Catalogue of Life.